# GOLD榮倉
GOLD榮倉（ゴールドえいくら、本名：榮倉 サヤ、9月14日 - ）は、日本の女性実演販売士、元イベントMC、ナレーター、リポーター。コパ・コーポレーション所属。
好きな食べ物は明太子。愛車は3代目NC系マツダ・ロードスター。